# Decamerone (Lied)
Decamerone ist ein Lied der Metal-Band Celestial Season. Es erschien 1995 in der Hochphase des Genres Gothic Metal und avancierte zu einem Clubhit.

## Hintergrund und Veröffentlichungen
Decamerone wurde im Zuge des zweiten Studioalbums Solar Lovers der Band Celestial Season geschrieben und gemeinsam mit den weiteren Stücken des Albums im Herbst 1994 im Tape Productions Studio in Raamsdonksveer aufgenommen. Neben einigen Umbesetzung ergänzten die Violinistinnen Jiska ter Bals und Maaike Aarts die Band, wodurch sich der Klang der Gruppe änderte. Das Album erschien über Displeased Records. Das Stück Decamerone wurde derweil auf Kompilationen präsentiert So in der Reihe Soundcheck – Series des Labels Nuclear Blast. Das Stück entwickelte sich zu einem Klassiker der Gruppe und des Genres. Mitunter wurde es als eines der besten Stücke des Genres insgesamt gelobt. Nach einer Reunion der Band wurde Decamerone von der Band im Jahr 2011 als Single neu eingespielt und veröffentlicht.

## Musik und Text
Decamerone wurde im 4/4-Takt und im Grundton b-Moll bei einem Tempo von 95 BpM geschrieben. Das Stück wird mit einem als erhaben beschriebenen Thema der Violine intoniert und durch das Gitarrenspiel begleitet. Die Violine nimmt so eine Melodieführende Rolle in dem Stück ein.
Der Titel des Stücks spielt auf Das Decamerone von Giovanni Boccaccio an. Der repetitive Text befasst sich indes mit der Wechselwirkung des Schreibens und Hörens von Musik und Texten. Die Musik würde so um Musik betteln. Das Bedürfnis nach mehr Empfindung findet dabei keine abschließende Sättigung.

„It woes my soul… so…

It enchants me…

…Feeding my hunger

But I’m hungry for more

…So much more…“

„Es tut meiner Seele weh… daher…

verzaubert sie mich…

…und stillt meinen Hunger

Doch ich bin hungrig nach mehr

…so viel mehr…“